# Casa Armengol (Lloret de Mar)
La Casa Armengol és un edifici del municipi de Lloret de Mar (Selva) que forma part de l'Inventari del Patrimoni Arquitectònic de Catalunya. La Casa Armengol està ubicada al costat dret del carrer Costa de Josep Macià i Roca. Es tracta d'un terreny de forta pendent envoltat de pins i vistes al mar. Ens trobem davant d'un habitatge unifamiliar d'estiueig, exempt, el qual consta de planta baixa i pis superior. L'arquitecte encarregat de l'obra fou Rafael Masó i Valentí.

## Descripció
Es tracta d'un immoble de planta irregular, com així ho acredita el fet que està resolt a base de la conjugació i ensamblament de diversos volums, alguns porticats amb arcs de mig punt, disposats a diferents alçades amb cobertes de teula de dos i tres vessants. Pel que fa al tema de les obertures, aquestes són totalment irrellevants, ja que no presenten ni acumulen cap treball a destacar des del punt de vista ornamental. Com a únic tret decoratiu cal esmentar els ràfecs, discrets, resolts a base de franges o bandes compostes per arquests cegs. Quant als materials, en tot l'immoble prima per sobre de tot la solució a base de pedra i maó arrebossat i pintat.